# 严绍颐
严绍颐，江苏常熟人。中华人民共和国发育生物学家。
1953年于山东大学毕业。曾任中国科学院发育生物学研究所研究员，童第周教授开展细胞核移植方法进行核质关系的研究时，严绍颐参与协助。后历任国际发育生物学会理事、中国国际科技会议中心理事、国际生物科学联合会中国委员会副主席兼秘书长、中国水产学会副理事长。荣获中国科学院科技进步二等奖。